# Aurora Bertrana i Salazar
Aurora Bertrana i Salazar   (Girona, 29 d'octubre de 1892 - Berga, 3 de setembre de 1974) fou una escriptora i violoncel·lista catalana.

## Biografia

### Els inicis
Filla de l'escriptor Prudenci Bertrana i de Neus Salazar, va passar la seva infància al barri del Mercadal de Girona, on havia nascut el 29 d'octubre de 1892. Va estudiar a l'escola del pedagog Josep Dalmau i també va estudiar francès al convent de les Soeurs de la Miséricorde. Quan acabà l'escola volia ser escriptora, però el seu pare s'hi va negar i començà a estudiar música a l'Acadèmia Ainaud amb Cassià Casademont a Barcelona, trià el violoncel com a instrument, i passà una temporada a casa de l'escriptora Carme Karr.
Gràcies a Karr, el 1923 es va matricular a l'Institut Dalcroze de Ginebra per continuar estudiant música, però el 1924 va abandonar els estudis de música i es va matricular a la facultat de lletres de la Universitat de Ginebra.

Es va començar a guanyar la vida tocant al Trio de senyoretes que va debutar l'1 de desembre del 1924 en un hotel de Chamonix.
| «                 | Teníem un contracte de dos mesos i havíem de fer dos concerts diaris. Al vespre intercalàvem música de dansa: valsos, foxtrots, one-step, tangos, i també cantàvem blues, sempre en anglès. (...) Jo era la que feia de jazz-woman, amb un gran esglai de les meves companyes. Sovint abandonava el violoncel i recolzada al piano de cua, amb qualsevol paper de solfa a la mà, improvisava una melodia, lletra i música, mentre elles m'acompanyaven discretament, una al piano i l'altra al violí. (...) Era el primer cop que ens llançàvem a emprar el jazz, i allò suposava una autèntica revolució dins les orquestres femenines. No oblideu que això passava el 1924! | » |
| — Aurora Bertrana | |   |

Ella era l'ànima del Trio; havia tingut una sòlida educació, tenia un do natural per a la música i a més fusta d'artista. És per això que, acabada la temporada a Chamonix, li van oferir un nou contracte per anar a París a dirigir una orquestra de ball, on necessitaven una jazz-woman.
Hi va fer amistat amb Lluís Nicolau d'Olwer, exiliat de la dictadura de Primo de Rivera, que més tard la va animar a escriure. Va sobreviure tocant als hotels dels Alps i va arribar a crear la primera jazz band formada només per dones. En una actuació per a la ràdio va conèixer l'enginyer elèctric Denys Choffat, amb qui es va casar el 30 de maig de 1925.
Finalment, però, Aurora Bertrana va optar per abandonar la idea de dedicar-se al món de la música i es va casar.
| «                 | Casar-me em permetria continuar a la universitat i esdevenir, finalment, escriptora: el que tota la vida, des dels sis anys, havia desitjat | » |
| — Aurora Bertrana | |   |

### Viatges a països exòtics
L'any 1926, Choffat va signar un contracte amb monsieur Martin, un francès que volia instal·lar una central elèctrica a Papetee, i l'11 de setembre van sortir del port de Marsella a bord del Louqsor, per tal d'instal·lar-se a la colònia francesa de Tahití, tot fent escala a Point-à-Pitre de Martinica, a les Antilles i a Panamà. Després de 45 dies de navegació, van arribar a Papetee i es van allotjar a l'Hotel Tiaré, situat al passeig marítim, per mudar-se posteriorment a un dels quatre bungalous que monsieur Martin tenia al barri de Mamao, a uns dos quilòmetres del mar. Tot i que l'entorn era ideal per relacionar-se amb la comunitat europea establerta al país, Aurora estava més interessada en el poble autòcton. En les seves memòries fa un elogi del grau de civilització de la cultura i la família dels polinesis, lloant que, tant homes com dones, vivien en llibertat sexual i religiosa, des de l'amor lliure que practicaven les polinèsies, sense l'oposició dels homes, la dignificació de la maternitat, fins a la preferència dels polinesis del control del seu temps per sobre de les riqueses.
El 1928, el matrimoni Choffat-Bertrana va anar a passar unes vacances a la casa que l'enginyer suís Jaubert i la seva dona tenien a Raiatea. Hi conegué el milionari escriptor americà d'origen indi Zane Grey, que no li va causar una gran impressió per la seva actitud colonitzadora envers els polinesis. De retorn a Tahití van reprendre la normalitat, que es veié trasbalsada per un parell de notícies tràgiques. D'una banda, pel suïcidi de la seva amiga Madame Gourdon i d'altra la mort de Dora Martin, la dona del propietari de l'empresa on treballava Monsieur Choffat, a causa d'un avortament que s'havia intentat practicar ella mateixa.
Convençuda de l'interès del públic català de l'entorn exòtic oceànic i amb l'ajuda del seu amic Lluís Nicolau d'Olwer, va escriure una sèrie de sis articles, entre juny de 1928 i novembre de 1929, per a la revista D'Ací i d'Allà, que després compilaria en el seu primer llibre Paradisos oceànics acompanyant-lo de fotografies originals del seu marit. A partir d'aleshores també va publicar a les revistes Mirador i La Nau. Una dona que escriu sobre països exòtics i que per primer cop fa una aproximació a la mítica dona polinèsia va causar una forta impressió. De fet, quan l'editorial Proa el va publicar el 1930, es va esgotar en tan sols quinze dies tot i l'elevat preu de 15 pessetes.
El 1930, un cop acabada la feina de Choffat, tornaren a bord de l'Andromede a Marsella i des d'aquí, Aurora se'n va cap a Barcelona a veure la família, ja que la seva germana Cèlia havia emmalaltit de tuberculosi, i Choffat se'n va a Ginebra i després a París per buscar una nova feina.
Aurora va demanar al seu marit que, a causa de la malaltia de la seva germana, cerqués un projecte a Barcelona i un mes més tard entrava a treballar a la casa Asland. Van llogar una torreta a Montcada, on Aurora va continuar escrivint fins a la mort de la seva germana la primavera de 1931. Llavors, per estar més a prop dels seus pares, van llogar un pis a la Diagonal de Barcelona.
El 1933 va publicar una versió revisada dels Paradisos oceànics en castellà, en col·laboració amb un redactor de La Vanguardia: Emili Oliver, amb el títol d'Islas de ensueño d'Ediciones Populares Iberia. Aquell mateix any es presentà com a candidata al Congrés de la República per Esquerra Republicana, però en va sortir derrotada i va abandonar l'activitat política. Mentrestant continuà escrivint novel·les, fent conferències i col·laborant amb articles de viatges en publicacions de l'època. El 1934 l'editor Balagué li va publicar el seu segon llibre de viatges, Peikea, princesa caníbal, un conjunt de contes i llegendes de les illes del Pacífic.
Durant la República va col·laborar conjuntament amb Maria Pi de Folch, Carme Montoriol, Enriqueta Sèculi, Maria Carratalà, Isolina Viladot i Montserrat Graner, entre altres dones, per crear un espai de trobada i activitats per a dones involucrades en projectes literaris, artístics i intel·lectuals, el Lyceum Club, del qual Carme Montoriol i després la mateixa Aurora Bertrana foren presidentes. A més a més també va fundar i dirigir, juntament amb Maria Carme Nicolau la col·lecció La Novel·la Femenina on publicà la seva obra Edelweiss (1937)
Encara que el pare Prudenci Bertrana s'havia oposat al fet que Aurora escrivís, van col·laborar tots dos en l'experiència d'escriure conjuntament una novel·la repartint-se els capítols. En va sortir L'illa perduda, publicat per la Llibreria Catalònia, en què s'integren els elements d'aventura i romanticisme propis de la literatura dels mars del Sud.
L'any 1935, després de visitar els seus amics empresonats a Madrid, Ventura Gassol i Martí Barrera, va tota sola al Marroc per estudiar l'ànima de la dona musulmana i descobrir el concepte que en té l'home musulmà, el qual, segons diu, «els nostres homes conserven». Fruit d'aquest viatge, on visita harems, bordells i presons, en sortí el llibre El Marroc sensual i fanàtic, publicat l'abril de 1936.

### Guerres i exili
Quan esclata la guerra, el 1936, Aurora Bertrana s'estava a l'hotel Gambó d'Empúries, però aconsegueix tornar a Barcelona. Monsieur Choffat, tal com ella l'anomena, es va passar a la zona franquista i des d'aleshores van quedar separats. Pel desembre del 36, l'escriptora presideix el jurat del premi Creixells i publica Edelweiss, novel·la fruit de la seva estada a l'Alta Savoia, i l'any 1937 entra com a redactora en cap de Companya, revista femenina del PSUC dirigida per Elisa Úriz i on també col·laboraven Carme Monturiol, Anna Murià, Mercè Rodoreda i Maria Teresa Vernet, entre d'altres. El juny de 1938 emprèn el camí de l'exili a Vil·la Gilly, a casa de la sogra i les cunyades, però aquestes consideraven que la causa de la Guerra Civil era l'anarquisme del poble català, i feren insuportable la convivència entre les tres dones. Aquest fet va provocar que Aurora fugís cap a Ginebra a casa de Josep Maria Millàs-Raurell. Escriu tant en francès com en català i fa traduccions per a Millàs-Raurell, fins que l'empresa fa fallida i Aurora, entre d'altres, és acomiadada. Aquesta fou l'època més precària de la vida de Bertrana: arribà a viure de la caritat d'algunes famílies catalanes establertes a Ginebra.
Amb ajuda econòmica del seu oncle Ramon Salazar, establert a Xile, Aurora es va embarcar, la primavera de 1939, en un ràpid nocturn cap a Perpinyà per portar mantes i queviures per als catalans refugiats a França. En tornar a Ginebra va malviure fent classes d'espanyol fins que, el 1941, acceptà fer de minyona d'una aristòcrata russa que treballava a la Creu Roja Internacional. Es va tornar a matricular a la facultat de lletres, on fa amistat amb el poeta Charles Uld, que li tradueix a l'anglès El Marroc sensual i fanàtic. També durant aquesta època emet un programa setmanal en una ràdio de Ginebra i col·labora regularment en La Semaine Littéraire, en Suïsse Contemporaine i en La Gazzette de Lausana.
El 1942 se'n va de Ginebra cap a Perreux, per treballar de dama de companyia del matrimoni Montmollin, que dirigia l'Hospici Cantoral de Neuchâtel. L'any 1943, l'editorial Delachaux et Nestlé li publica la versió en francès de Paradisos oceànics amb el títol de Fenua Tahiti.
L'experiència humanitària de Bertrana en la II Guerra mundial és recollida en les seves obres Camins de somni, Tres presoners i Entre dos silencis. Entre el 1946 i el 1948 va residir a Prada de Conflent per poder visitar la seva mare a Andorra. Aquí manté relació amb Pau Casals i Pompeu Fabra.

### El retorn
Després de diversos intents, el 1950 obté el permís per tornar a Catalunya, on continua escrivint i sobreviu treballant com a professora de francès i correctora per a l'Editorial Joventut.
El 1970 es porta al cinema la seva novel·la Vent de grop amb el títol La llarga agonia dels peixos fora de l'aigua, protagonitzada per Joan Manuel Serrat i dirigida per Francesc Rovira-Beleta. Va escriure també la biografia del seu pare amb el llibre Una vida, va participar en els primers jurats del premi Prudenci Bertrana i va escriure les seves pròpies memòries. El segon volum de les seves memòries es va publicar després de la seva mort a l'Hospital de Berga el 1974.

## Obres literàries
- Paradisos oceànics, 1930.
- Peikea, princesa caníbal i altres contes oceànics, 1934.
- L'illa perduda, 1935.
- El Marroc sensual i fanàtic, 1936 (reeditat a Columna, 2000, amb introducció de Maria-Antònia Oliver, ISBN 8483009625).
- Edelweiss, 1937.[7]
- Camins de somni, 1955.
- Tres presoners, 1957.
- Entre dos silencis, 1958 (la va escriure originalment en castellà i fou traduïda al català per Joan Sales i Vallès)[9]
- Ariatea, 1959, sobre els mars del sud.
- La nimfa d'argila, 1959, per a un públic infantil.
- Una vida, 1965, la biografia del seu pare.
- Oviri i sis narracions més, 1965.
- Fracàs, 1966.
- Vent de grop, 1967.
- La ciutat dels joves, 1971.[10][11]
- Memòries fins al 1935, 1973 (Premi Crítica Serra d'Or de prosa no-ficció, 1974).
- Memòries del 1935 fins al retorn a Catalunya, 1975.

## Fons Bertrana
La Biblioteca de la Universitat de Girona conserva el Fons Prudenci i Aurora Bertrana, que inclou part de la biblioteca i arxiu personal dels Bertrana. Els manuscrits d'Aurora Bertrana inclouen un recull d'articles i assaigs, conferències, correspondència, documents personals diversos, documents referents a Prudenci Bertrana, entrevistes, guions, manuscrits literaris, memòries, narrativa breu, novel·la i poesia. Aquests documents es poden consultar a text complet en el Repositori de Fons Especials de la Universitat de Girona i en la Memòria Digital de Catalunya.